# Ленчинский, Виктор Петрович
Виктор Петрович Ленчинский (1 октября 1926, поселок Байрак, теперь Харьковского района Харьковской области — 22 марта 2007, город Черновцы) — советский партийный деятель, председатель Черновицкого облисполкома. Депутат Верховного Совета УССР 8—11-го созывов. Член Ревизионной комиссии КПУ (1981—1986).

## Биография
Окончил 7-летнюю школу, работал рабочим.
С сентября 1943 года — в рядах Красной армии, артиллерист. Участник Великой Отечественной войны.
С 1950 г. — рабочий, мастер смены, начальник цеха Харцызского завода пищевых концентратов Сталинской области.
Член КПСС с 1954 года.
Окончил Киевский политехнический институт.
В 1958—1961 г. — мастер, инженер-конструктор, руководитель группы конструкторов Луганского тепловозостроительного завода.
В 1961—1965 г. — заместитель заведующего отделом Луганского городского комитета КПУ; заведующий отделом Черновицкого областного комитета КПУ.
В 1965—1966 г. — заместитель председателя исполнительного комитета Черновицкого областного совета депутатов трудящихся.
В 1966—1970 г. — секретарь Черновицкого областного комитета КПУ.
В 1970—1973 г. — 2-й секретарь Черновицкого областного комитета КПУ.
В июне 1973 — апреле 1990 г. — председатель исполнительного комитета Черновицкого областного совета народных депутатов.
С 1990 года — на пенсии.

## Звание
- младший сержант

## Награды
- орден Отечественной войны 1-й ст. (1985)
- медали